# Clasa de portavioane Nimitz

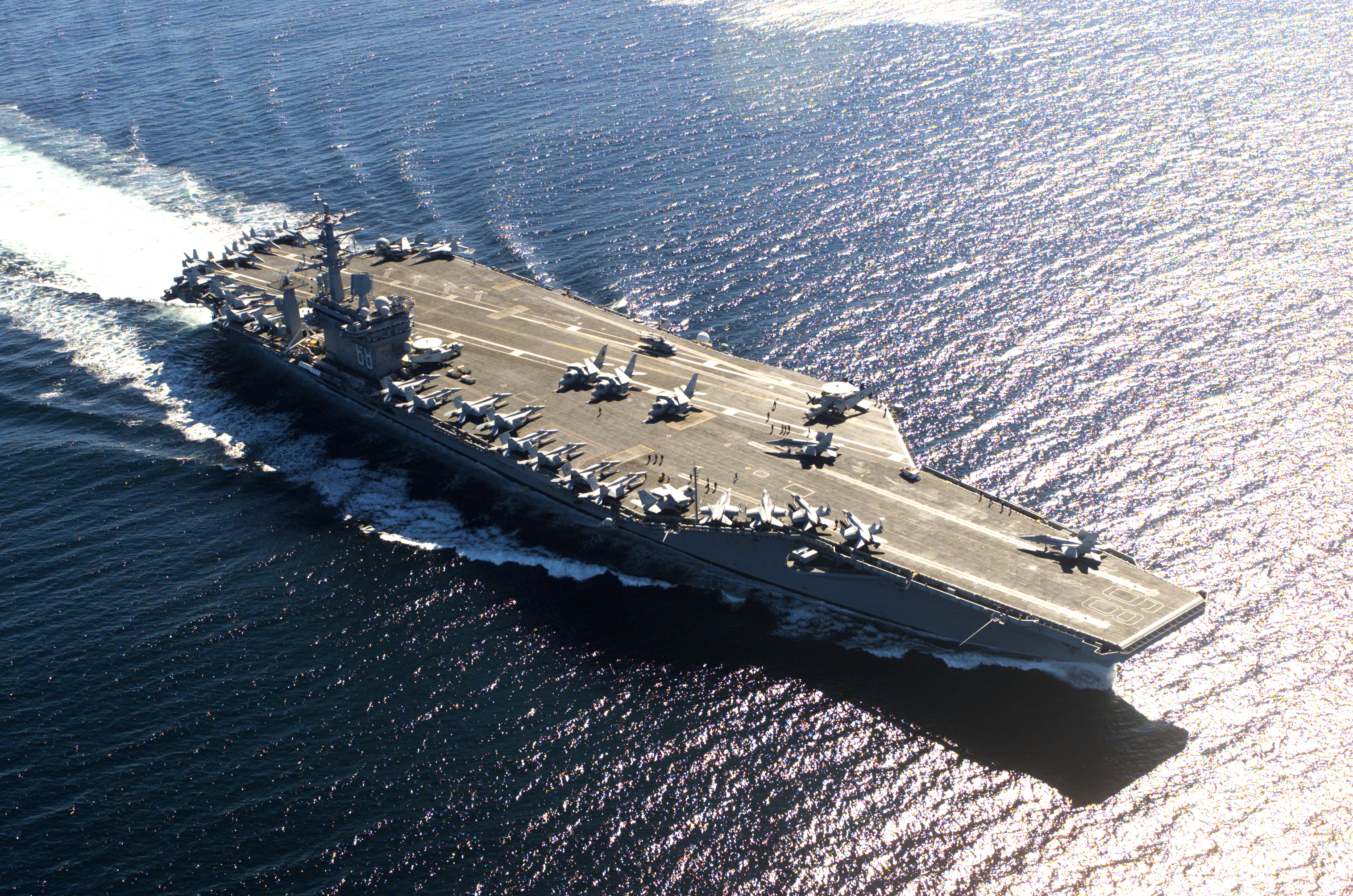
USS Nimitz

Clasa de portavioane Nimitz este o clasă de super-portavioane cu propulsie nucleară în serviciul Marinei Statelor Unite, care a primit numele după amiralul Chester W. Nimitz, comandantul Flotei din Pacific al Marinei americane, ultimul amiral de flotă din Marina SUA.
Cu o lungime totală de 333m și un deplasament de peste 100.000 tone aceste portavioane sunt cele mai mari nave construite și aflate în serviciu vreodată, fiind surclasate doar de clasa de portavioane Gerald Ford.
În loc de propulsie cu motoare diesel-electric sau turbine cu gaz folosite pe multe nave moderne, aceste portavioane sunt propulsate de doi reactori A4W care acționează patru elice, putând să deplaseze portavionul cu o viteză de peste 56 km/h.
Ca urmare a utilizării energiei nucleare, aceste portavioane sunt capabile să funcționeze peste 20 de ani fără realimentare și se preconizează să aibă o durată de viață de peste 50 de ani. Ele sunt clasificate ca portavioane cu propulsie nucleară și sunt numerotate cu numere consecutive între CVN-68 și CVN-77.
Toate cele zece portavioane au fost construite de către Newport News Shipbuilding Company din Virginia. USS Nimitz (CVN–68), nava care a dat numele clasei, a fost lansat la 13 mai 1972, iar USS George H.W. Bush (CVN-77), al zecelea și ultimul portavion din această clasă, a fost lansată la data de 9 octombrie 2006. Începând cu anii 1970, portavioanele din clasa Nimitz au participat la numeroase conflicte  și operațiuni militare din întreaga lume, inclusiv Operațiunea Eagle Claw în Iran, Războiul din Golf, și, mai recent, în Irak și Afganistan.
Punțile de zbor cu unghi  ale portavioanelor folosesc catapulte cu aburi pentru lansare și cabluri de oprire pentru frânare în timpul aterizării pe punte.
Capacitatea portavionului este de aproximativ 90 de avioane. După scoaterea din uz a avioanelor F-14 Tomcat, avioanele de luptă folosite pe portavion sunt în primul rând F/A-18E/F Super Hornet, F/A-18A + și F/A-18C Hornet. În plus față de avioanele de la bord, portavioanele mai au și armament defensiv de luptă cu rază scurtă de acțiune pentru luptă împotriva avioanelor și apărare cu rachete.

## Portavioane din această clasă aflate în serviciu:
USS Nimitz (CVN–68)
USS Dwight D. Eisenhower (CVN-69)
USS Carl Vinson (CVN-70)
USS Theodore Roosevelt (CVN-71)
USS Abraham Lincoln (CVN–72)
USS George Washington (CVN-73)
USS John C. Stennis (CVN-74)
USS Harry S. Truman (CVN-75)
USS Ronald Reagan (CVN-76)
USS George H.W. Bush (CVN-77)

## Propulsie

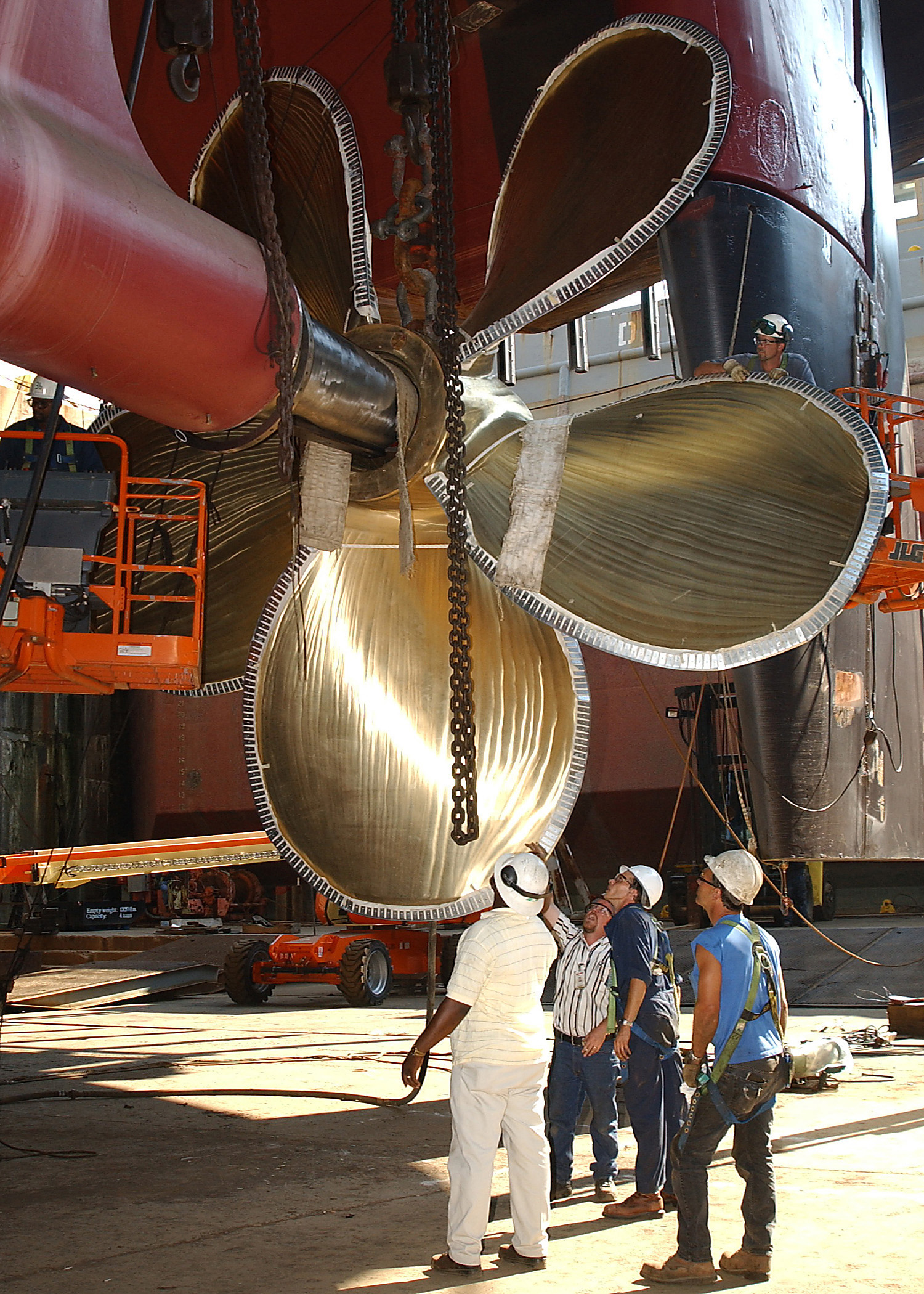
Una dintre cele patru elice ale portavionului USS George Washington (CVN-73)

Sistemul de propulsie este acționat de două reactori nucleari Westingshouse A4W, ce pot dezvolta o putere de 190 MW, patru turbine cu aburi, capabile să dezvolte o viteză de 30 noduri (56 km/h).
Reactorii produc căldură prin fisiune nucleară, care încălzind apa, produc abur. Aburul acționează patru turbine cu abur, care acționează cele patru elice din bronz, fiecare având diametrul de 7,6 m cu o greutate de 30 t.
Ca urmare a folosirii energiei nucleare, portavioanele pot fi în serviciu neîntrerupt(fără realimentare) 20 de ani, având o durată de viață de peste 50 de ani .

## Avioanele
Pentru desfășurarea unui portavion, pe acesta trebuie îmbarcate una din cele trei escadre de avioane destinate portavioanelor (Carrier Air Wings-CVW).
Portavioanele pot găzdui la bord cel mult  130 de F/A-18 Hornets   sau 85-90 aeronave de diferite tipuri, dar de obicei pe portavioane sunt 64 de aeronave.
Deși escadrele sunt integrate, urmărind portavionul acolo unde acesta este dislocat, ele sunt totuși considerate ca entitate separată de portavion.
Precum și personalul de bord, escadrele sunt, de asemenea, alcătuite din personal de sprijin, inclusiv de întreținere a aeronavelor și de manipulare a muniției și pentru proceduri de urgență. Fiecare persoană de pe puntea de zbor poartă haine de culori diferite pentru ca rolul acestora să fie ușor de identificat.
O escadră tipică poate include
- 12-14 avioane de vânătoare F/A-18E sau F Super Hornet
- două escadrile de 12-14 F/A-18C Hornet
- 4-6 avioane de luptă electronică EA-6B Prowler
- 4-6 avioane de cercetare a spațiului aerian și de avertizare timpurie E-2 Hawkeye
- avioane de logistică C-2 Greyhound
- 6-8 elicoptere SH-60F și HH-60H Seahawk

Tipuri de avioane care s-au folosit anterior pe această clasă de portavioane includ:
F-4 Phantom
RA-5C Vigilante
RF-8G Crusader
F-14 Tomcat
S-3 Viking
A-7 Corsair II și avioane
A-6E Intruder.

## Puntea de zbor
Puntea de zbor este înclinată la nouă grade, ceea ce facilitează decolarea și aterizarea avioanelor. Acest unghi a punții a fost ușor redus față de portavioanele anterioare, deoarece această formă îmbunătățește fluxul de aer în jurul portavionului. Patru catapulte cu abur sunt utilizate pentru lansarea avioanelor, și patru cabluri sunt folosite pentru frânarea acestora la aterizare. Cele două noi portavioane, Ronald Reagan și George H.W. Bush au doar trei cabluri fiecare, deoarece al patrulea era folosit foarte rar pe navele mai vechi și prin urmare, nu a fost considerată ca fiind necesară.
Acest aranjament permite sistemului CATOBAR lansarea și recuperarea mai rapidă, precum și o gamă mai largă de aeronave cu aripi fixe care pot  utilizate la bordul portavioanelor, comparativ cu portavioanele mai mici, dintre care majoritatea folosesc un aranjament mai simplu pentru decolare verticală, fără catapulte sau cabluri de frânare.
Portavionul este dotat cu patru mari lifturi, care se deplasează între puntea de zbor și hangarele dispuse mai jos.
Aceste hangare sunt împărțite în trei încăperi cu uși de oțel groase, care sunt montate pentru a limita răspândirea unui eventual incendiu .

## Armament și protecție
- 16–24 × Lansatoare RIM-7 de rachete Sea Sparrow
- 3 sau 4 ×  sisteme de apărare antirachetă Phalanx CIWS
- Torpile SLQ-25A
- Sistem de luptă electronică SLQ-32A(V)4
- Blindaj de kevlar de 64mm în zonele vitale

| Elemente din sistemul de apărare activ și pasiv al portavionului |                                                          |                                                               |                                                          |
|                                                                  |                                                          |                                                               |                                                          |
| RIM-7, lansator de rachete Sea Sparrow                           | Phalanx CIWS, lansator de rachete contra țintelor navale | RIM-116,lansator de rachete împotriva rachetelor de croazieră | Mark 36 SRBOC-sistem de lansare a capcanelor infraroșii  |
|                                                                  |                                                          |                                                               |                                                          |
| Sistem AN/SLQ-32 pentru război electronic                        | Radar AN/SPQ-9                                           | Radar AN/SPN-46                                               | SeaRAM-Sistem de conducere a focului combinat cu Phalanx |

## Diferențe de proiectare dintre clase de portavioane
În timp ce modele de ultimele șapte nave (începând cu USS Theodore Roosevelt) sunt ușor diferite de navele anterioare, Marina SUA consideră că toate cele zece portavioane aparțin unei singure clase.
Navele mai vechi ale clasei au fost modernizate privind unele aspecte, ca de exemplu centralele lor nucleare
Navele au fost inițial clasificate doar ca portavioane de atac, dar au fost construite și cu echipament anti-submarin începând de la USS Carl Vinson. Alte îmbunătățiri includ sisteme radar mai bune și facilități, care permit navelor să comande avioanele pentru lupta anti-submarin mai eficient folosind de exemplu facilități de vedere sub apă (common undersea picture-CUP), care folosește sonar pentru a permite o mai bună evaluare a amenințării de pe submarine 